# Pantomimo

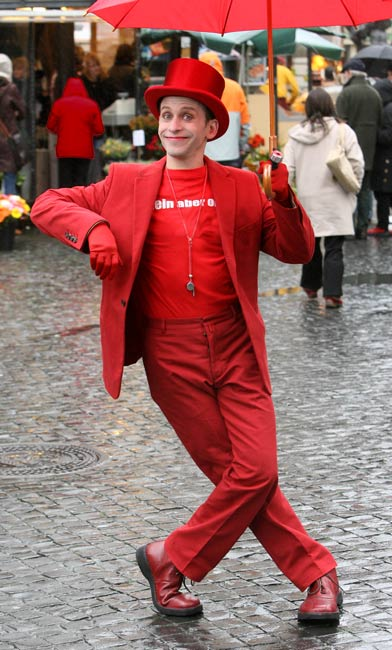
Pantomimo Pablo Zibes

Nell'antichità greca e romana, il pantomimo era uno spettacolo affidato all'azione mimica di un attore, accompagnato da musica, e a volte da una voce narrante le azioni sulla scena. I Greci lo chiamavano danza italica. A Roma fu introdotto in età imperiale sotto Augusto (nel 22 a.C. circa) da Pilade di Cilicia e Batillo d'Alessandria; consisteva in una danza con orchestra (flauti e zampogne) e coro, su soggetti sia comici sia tragici o simili al dramma satiresco. Il termine pantomimo indica anche colui che pratica il pantomimo o la pantomima. Per via della forte associazione con la cultura francese, la pratica del mimo è stata inclusa nell'inventario del patrimonio culturale immateriale in Francia dal 2017.

## Pantomimo e pantomima
Questo spettacolo mantiene stretti legami con il mondo greco. I pantomimi infatti si ispirano ad una cultura greca, e greca è la lingua dei canti che accompagnano le danze, greci sono i temi mitologici che ne costituiscono l'argomento.
Il pantomimo non va perciò confuso con il mimo latino, di origini più antiche ma che, riferito all'arte mimica del tempo, non era indirizzato alla narrazione di una storia con una trama ma piuttosto a quella di un singolo evento ripreso dalla mitologia o più spesso dal quotidiano.
A sua volta differisce anche dalla pantomima che, sebbene riferita all'antichità indica lo stesso identico spettacolo, nell'uso moderno del termine ha assunto una connotazione più vicina all'odierno mimo inteso come "arte mimica", soprattutto in seguito all'intervento della scuola mimica novecentesca francese e dei suoi esponenti come Étienne Decroux (creatore del "mimo corporeo" o "mimo astratto"), Marcel Marceau, Jean-Louis Barrault e Jacques Lecoq e della pantomima circense.

## Caratteristiche
La drammaturgia pantomimica traeva spunto da vicende di carattere mitologico e l'allestimento avveniva su un palcoscenico chiamato pulpitum. Il tono della rappresentazione era spesso pacato ma più raffinato di quello mimico. Talvolta accanto al protagonista (pantomimo), che agiva il più delle volte col volto coperto da una maschera, stava un attore con una parte parlata.
Per ogni pantomimo si scriveva un apposito libretto che conteneva le parti cantate dal coro. Scrissero libretti, attività considerata all'epoca poco onorevole ma redditizia, Marco Anneo Lucano e Publio Papinio Stazio.
Tra i pantomimi più famosi dell'età imperiale, oltre a Batillo di Alessandria e Pilade di Cilicia, si ricordano Ila, loro contemporaneo, poi Mnestere favorito da Messalina e Paride, il quale fu ucciso da Nerone nonostante fosse stato suo maestro per lungo tempo. Un altro Paride pantomimo visse forse sotto Domiziano ed ebbe una relazione con la di lui moglie, Domizia Longina. L'arte della pantomima apparteneva già ai Greci, è stata poi importata dai Romani che rappresentavano situazioni di tipo storico-mitologico o di azioni di vita quotidiana. A Roma quest'arte ha assunto la denominazione di fabula saltica perché i pantomimi nella loro espressione oltre che dei gesti facevano uso anche della danza, in latino chiamata saltatio.
Durante il Medioevo la figura del pantomimo sopravvisse in parte negli spettacoli dei giullari, mista a quella del mimo e degli attori degli spettacoli definiti "minori".

## Opera pantomimica nel diritto d'autore italiano
L'opera pantomimica è tutelata dal diritto d'autore italiano. L'art. 2, comma n. 3 della legge sul diritto d'autore (L. 663/1941) prevede che siano tutelate "[...]le opere coreografiche e pantomimiche, delle quali sia fissata la traccia per iscritto o altrimenti;[...]".
La tutela ha come requisito la fissazione dell'opera e della sua forma espressiva, la quale può essere sia per iscritto, sia altrimenti.
La S.I.A.E. ha aperto sul suo sito internet, una sezione specializzata per l'intermediazione anche dei diritti sulle opere pantomimiche, "Lirica e Balletto", che permette di richiedere licenze d'uso, incassare i compensi dovuti dagli utilizzatori per lo sfruttamento delle opere e la ripartizione e liquidazione agli aventi diritto dei proventi incassati.